# Logisch-semantische Propädeutik
Als logisch-semantische Propädeutik oder auch logische Propädeutik wird die Einführung in die logischen und semantischen Grundlagen der Philosophie bezeichnet.
In dieser Form impulsgebend war im deutschsprachigen Bereich die Logische Propädeutik von Wilhelm Kamlah und Paul Lorenzen (1967/1973), die als „Vorschule des vernünftigen Redens“ konzipiert war und als Einführung in die Philosophie des methodischen Konstruktivismus gilt. 1983 nahmen Ernst Tugendhat und Ursula Wolf die Idee auf und legten eine „Logisch-semantische Propädeutik“ vor, die sich inhaltlich von Kamlah/Lorenzen abgrenzt, indem sie einen Einstieg in die Analytische Philosophie bietet. 2001 legte der Lorenzen-Schüler Peter Janich eine Logisch-pragmatische Propädeutik vor. Sie gilt als Einführung in die Philosophie des methodischen Kulturalismus.